# Hedi Slimane

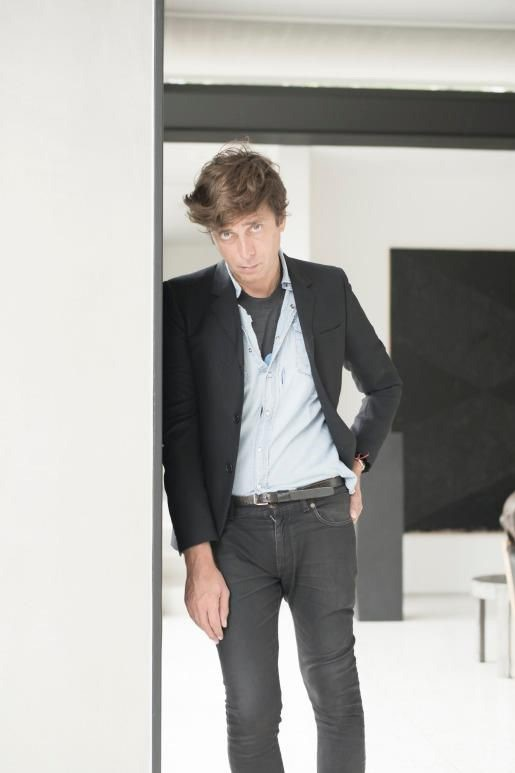
Hedi Slimane in 2015

Hedi Slimane (Parijs, 5 juli 1968) is een Franse fotograaf en stylist. Hij begon bij modehuis Yves Saint Laurent in 1997. Tussen 2000 en 2007 was hij verantwoordelijk voor de prêt-à-porter collectie voor mannen bij Dior om daarna terug te keren naar Saint Laurent. In 2018 werd hij benoemd tot artistiek directeur van Céline, onderdeel van LVMH.
- Bibsys: 9025097
- Bibliothèque nationale de France: cb159453039 (data)
- Gemeinsame Normdatei: 124844553
- International Standard Name Identifier: 0000 0001 2101 6085
- Library of Congress Control Number: nr2001031396
- MusicBrainz: f4e8c470-3f31-49d3-bfb1-67802c100a85
- National Gallery of Victoria: 16532
- Nederlandse Thesaurus van Auteursnamen: 337786674
- PIC: 19865
- RKD-Nederlands Instituut voor Kunstgeschiedenis: 316149
- Istituto Centrale per il Catalogo Unico: UBOV691218
- SNAC: w6cz4d28
- Système universitaire de documentation: 083994521
- Museum of New Zealand Te Papa Tongarewa: 68047
- Union List of Artist Names: 500270734
- Virtual International Authority File: 57556491
- WorldCat: E39PBJmTvJYj6QcjQxPWBbh8md